# Mamoud Amed
Mamoud Amed (* 28. April 1945 in Manaus) ist ein brasilianischer Unternehmer und Kommunalpolitiker.

## Werdegang
Amed ist Mitglied des PSB. Bei den Kommunalwahlen 2012 wurde er zum Präfekten der Stadt Itacoatiara gewählt. Seine Amtszeit dauerte vom 1. Januar 2013 bis 31. Dezember 2016.